# Hugh Drysdale
Hugh Drysdale (* 1672 oder 1673 im County Kilkenny; † 22. Juli 1726 in Williamsburg) war ein britisch-amerikanischer Politiker.

## Leben
Drysdale war der Sohn des anglikanischen Klerikers Hugh Drysdale, einem Archidiakon im Bistum Ossory und seiner zweiten Frau Elizabeth Fox. Er studierte ab 1688 am Trinity College der Universität Dublin und ab 1692 am Queen’s College der Universität Oxford. 1694 trat er im Rang eines Ensign in die Englische Armee ein. Er wurde von 1701 bis 1703 als Ensign eines neuaufgestellten Regiments der Royal Marines unter Colonel Thomas Brudenell († 1707) in Irland stationiert und diente vermutlich anschließend, zu Beginn des Spanischen Erbfolgekriegs, in Portugal. 1709 wurde er zum Captain und Brevet-Major des Royal-Marines-Regiments unter Colonel Charles Churchill (1679–1745) befördert und, nachdem letzteres Regiment 1713 aufgelöst worden war, 1715 Major im unter Colonel Churchill neuaufgestellten Dragoner-Regiment.
1712 heiratete er Hester Mann († nach 1726). Die Ehe blieb vermutlich kinderlos.
Im April 1722 wurde Drysdale zum stellvertretender Gouverneur der Colony of Virginia ernannt, wo er im September 1722 eintraf. Da sein eigentlicher Vorgesetzter, George Hamilton, 1. Earl of Orkney, die Kolonie nie selbst besuchte, übte er die eigentliche Exekutivmacht aus. Seine Amtszeit war relativ ereignislos und für Virginia von wirtschaftlichem Wachstum geprägt. Auf Grund dieser guten Konjunktur und einer ihnen gegenüber wohlwollenden Regierungspolitik genoss er unter den Pflanzer einen hohen Beliebtheitsgrad. Er starb 1726 nach einer lang anhaltenden Krankheit, möglicherweise der Pleuritis.